# Pjotr Fjodorovič Anžu
Pjotr Fjodorovič Anžu (rusky Пётр Фёдорович Анжу; 15. únorajul./ 26. února 1796greg. Vyšnij Voločok – 12. říjnajul./ 24. října 1869greg. Petrohrad) byl ruský admirál (1866), člen rady ministra státního majetku a polárník.
Jeho děd, Andrian-Jean Anjou, byl rodák z Francie, který se usadil v Moskvě ve druhé polovině 18. století a jeho otec, Fjodor Andrejevič Anjou, získal ruské občanství a byl uznávaným moskevským lékařem.
V roce 1819 nebo 1820 se stal svobodným zednářem v petrohradské lóži.
V letech 1821–1823 vedl průzkum severosibiřského pobřeží (tzv. Usťjanovská expedice) mezi Oleňkem a Indigarkou. Zmapoval Novosibiřské ostrovy, objevil severní pobřeží Kotělného ostrova a malý ostrov Figurina. Se psím spřežením projel více než 10 000 km, na člunu přes 4 000 km. Jeho výzkumy daly první přesný obraz Novosibiřských ostrovů a pobřežnímu úseku mezi Janou a Indigarkou.
Roku 1825 prováděl topografický průzkum Usť-Urtu, jako první změřil vzdálenost mezi Aralským jezerem a Kaspickým mořem a jejich výšku.
Jeho jméno nese severní skupina Novosibiřských ostrovů – Anžuovy ostrovy (Острова Анжу).
Roku 1827 se vyznamenal v bitvě u Navarina.